# Скворцов Андрій Аркадійович
Андрій Аркадійович Скворцов (1894–1943) — гвардії червоноармієць Червоної Армії, Герой Радянського Союзу (1943, посмертно).

## Біографія
Андрій Скворцов народився в 1894 (за іншими даними — в 1895) році в селі Стралі (нині — Скворцово, Варнавинского району Нижегородської області). Закінчив сільську школу. Брав участь у Першій світовій війні, брав участь в боях під Перемишлем.
У 1918 році Скворцов добровільно вступив до лав Червоної Армії. Особисто брав участь в націоналізації землі, придушенні куркульських повстань, отримав важке поранення і після одужання повернувся додому. Проживав в селищі Ветлужский, брав участь в колективізації. З 1935 року Скворцов був головою Макарівського сільради Варнавинского району, в 1940 році вступив в ВКП (б).
З жовтня 1942 року Скворцов — в рядах діючої армії, брав участь у боях за звільнення лівобережної частини України, де і відзначився. 2 березня 1943 року Скворцов в складі свого підрозділу, яким командував гвардії лейтенант Широнін, брав участь у відбитті атак німецьких військ за підтримки танків і бронемашин на залізничному переїзді на околиці села Таранівка Зміївського району Харківської області. Протягом дня взводом були відбиті сім атак. Під час однієї з них поранений Скворцов з близької відстані підірвав самохідну гармату, в результаті чого загинув від осколків. Взвод загинув практично в повному складі, але не допустив захоплення ворогами переїзду — до вечора підійшло підкріплення відбило атаки.
Указом Президіума Верховної Ради СРСР від 18 травня 1943 року за «зразкове виконання бойових завдань командування на фронті боротьби з німецькими загарбниками і проявлені при цьому мужність і героїзм» гвардії рядовий Андрій Скворцов посмертно був удостоєний звання Героя Радянського Союзу. Також посмертно був нагороджений орденом Леніна.
Скворцов був похований разом зі своїм підрозділом в братській могилі в селі Таранівка.

## Пам'ять
- На місці бою в Таранівці був встановлений пам'ятник героям-Широнінців.
- Іменем героїв був названий морський танкер.
- У Нижньому Новгороді на стіні біля Вічного вогню увічнено ім'я Героя.
- Село Стралі перейменоване в Скворцово в пам'ять про Героя.